# Michael John Smith
Michael John „Mike” Smith (ur. 30 kwietnia 1945 w Beaufort, zm. 28 stycznia 1986 nad półwyspem florydzkim) – komandor Marynarki Wojennej Stanów Zjednoczonych, pilot wojskowy, weteran wojny wietnamskiej, astronauta, uczestnik programu Space Shuttle. Poniósł śmierć na pokładzie pilotowanego przez siebie wahadłowca Challenger, który eksplodował 73 sekundy po starcie z Przylądka Canaveral.

## Edukacja i służba wojskowa
Po ukończeniu w 1963 szkoły średniej w Beaufort w Karolinie Północnej, wstąpił do Akademii Marynarki Wojennej i w 1967  otrzymał dyplom licencjacki. Rok później uzyskał magisterium w dziedzinie inżynierii lotniczej w Podyplomowej Szkole Marynarki Wojennej (Naval Postgraduate School) w Monterey. Następnie odbył szkolenie pilotów pokładowych samolotów odrzutowych w bazie Kingsville w Teksasie, zdobywając w maju 1969 status pilota marynarki wojennej (Naval Aviator). Równocześnie otrzymał przydział do stacjonującej w tejże bazie 21. eskadry szkolnej (Training Squadron Twenty-One – VT-21), w której służył do marca 1971 jako pilot-instruktor szkolenia wyższego. Przez następne dwa był pilotem bojowym samolotu A-6 Intruder. M.in. brał udział w działaniach wojennych w Wietnamie jako pilot 52. eskadry szturmowej (Attack Squadron 52 ), zaokrętowanej na lotniskowcu USS „Kitty Hawk”. W 1974 ukończył Szkołę Pilotów Doświadczalnych Marynarki Wojennej zlokalizowaną w bazie Patuxent River w stanie Maryland. Następnie został skierowany do wydziału uzbrojenia w tamtejszej Dyrekcji ds. Testów Samolotów Szturmowych (Strike Aircraft Test Directorate). Pracował w nim nad systemami naprowadzania pocisków manewrujących. W 1976 został oddelegowany do Szkoły Pilotów Doświadczalnych Marynarki Wojennej, w której przez półtora roku pełnił funkcję instruktora. Po zakończeniu służby w bazie Patuxent River został przeniesiony na operujący na Morzu Śródziemnym lotniskowiec USS „Saratoga”, z przydziałem do 75. eskadry szturmowej (Attack Squadron 75 – VA-75). Przez dwie zmiany służbowe pełnił w niej funkcje oficera technicznego i operacyjnego.
Jako pilot spędził w powietrzu  4867 godzin za sterami ponad 28. typów samolotów wojskowych i cywilnych.

## Praca w NASA
W maju 1980 został zakwalifikowany do grupy astronautów NASA. Po rocznym szkoleniu i testach medycznych, w sierpniu 1981 uzyskał status pilota wahadłowca. Następnie pełnił funkcje dowódcy promu w Laboratorium Integracji Awioniki Wahadłowca (Shuttle Avionics Integration Laboratory – SAIL), zastępcy szefa Wydziału Operacji Lotniczych (Aircraft Operations Division) i asystenta technicznego dyrektora w Dyrekcji ds. Realizacji Zadań Lotu (Flight Operations Directorate). Ponadto był członkiem grupy ds. testów i rozwoju w Biurze Astronautów NASA. Pierwszym lotem, w którym miał wziąć udział była misja STS-51-L wahadłowca Challenger. Jednocześnie otrzymał przydział do załogi wyprawy STS-61-L, zaplanowanej na jesień 1986. W obu wypadkach powierzono mu funkcję pilota wahadłowca. Uczestniczył jednak tylko w jednej wyprawie, zginął bowiem podczas swojego pierwszego lotu w kosmos. 28 stycznia 1986 – 73 sekundy po starcie z Przylądka Canaveral – znajdujący się w fazie wznoszenia wahadłowiec eksplodował na pułapie 14,6 km. W katastrofie śmierć poniosło sześcioro pozostałych członków załogi: Francis Scobee, Judith Resnik, Ronald McNair, Ellison Onizuka, Gregory Jarvis oraz Christa McAuliffe. Głos Smitha był ostatnim zapisem dokonanym przez pokładowe rejestratory dźwięku Challengera. Na ułamek sekund przed eksplozją astronauta powiedział: „Uh-oh”. Była to prawdopodobnie reakcja na zaobserwowany przez niego w ostatniej chwili drastyczny spadek ciśnienia paliwa w zbiorniku zewnętrznym wahadłowca.

## Odznaczenia i nagrody
- Medal Departamentu Obrony za Wybitną Służbę – pośmiertnie
- Zaszczytny Krzyż Lotniczy
- Medal Lotniczy – trzykrotnie oraz trzynaście nagród za misje szturmowe (na baretce przedstawia je brązowa liczba „13”)
- Medal Pochwalny z odznaką „V”
- Navy Unit Commendation
- Congressional Space Medal of Honor – pośmiertnie
- Gallantry Cross ze srebrną gwiazdą (Wietnam Południowy)

## Informacje uzupełniające
- Był żonaty i miał troje dzieci.
- W wolnym czasie zajmował się stolarstwem, biegał, grał w tenisa i squasha.
- Został pochowany na Cmentarzu Narodowym w Arlington.